# امدريب (لودر)

تعديل مصدري - تعديل

امدريب هي إحدى قرى عزلة زارة بمديرية لودر التابعة لمحافظة أبين، بلغ تعداد سكانها 539 نسمة حسب تعداد اليمن لعام 2004.